# Illusions on a Double Dimple
Illusions on a Double Dimple es el segundo álbum del grupo de rock progresivo Triumvirat lanzado en 1974 y grabado entre junio y octubre de 1973 en Electrola Studios, Colonia, Alemania. Triumvirat es un gran referente en cuanto a la música universal se refiere.

## Lista de temas
1. "Illusions on a Double Dimple" - 23:25
  - "Flashback" (Fritz/Bathelt) - 0:57
  - "Schooldays" (Fritz/Bathelt) - 3:22
  - "Triangle" (Fritz) - 6:53
  - "Illusions" (Fritz/Bathelt) - 1:42
  - "Dimplicity" (Fritz/Bathelt) - 5:37
  - "Last dance" (Fritz) - 4:53
2. "Mister Ten Percent" - 21:33
  - "Maze" (Fritz) - 3:03
  - "Dawning" (Fritz) - 1:02
  - "Bad Deal" (Fritz/Bathelt) - 1:40
  - "Roundabout" (Fritz) - 5:49
  - "Lucky Girl" (Köllen/Bathelt) - 5:14
  - "Million Dollars" (Fritz/Bathelt) - 4:42

Bonus Tracks:
1. "Dancer's Delight"
2. "Timothy"

## Integrantes
- Hans Bathelt — percusión
- Jürgen Fritz — teclados, voces
- Helmut Köllen — bajo, guitarra, voces
- Hans Pape — bajo, voces

- Datos: Q1873260